# JA Prestwich Industries
JA Prestwich Industries fue una empresa británica dedicada principalmente a la fabricación de motores (además de diversos otros productos manufacturados, como lapiceros), que llevaba el nombre de su fundador, John Alfred Prestwich. La compañía se formó en 1951 por la fusión de J.A.Prestwich and Company Limited (fundada a su vez en 1895) y de Pencils Ltd., ambas creadas por Prestwich.

## Historia

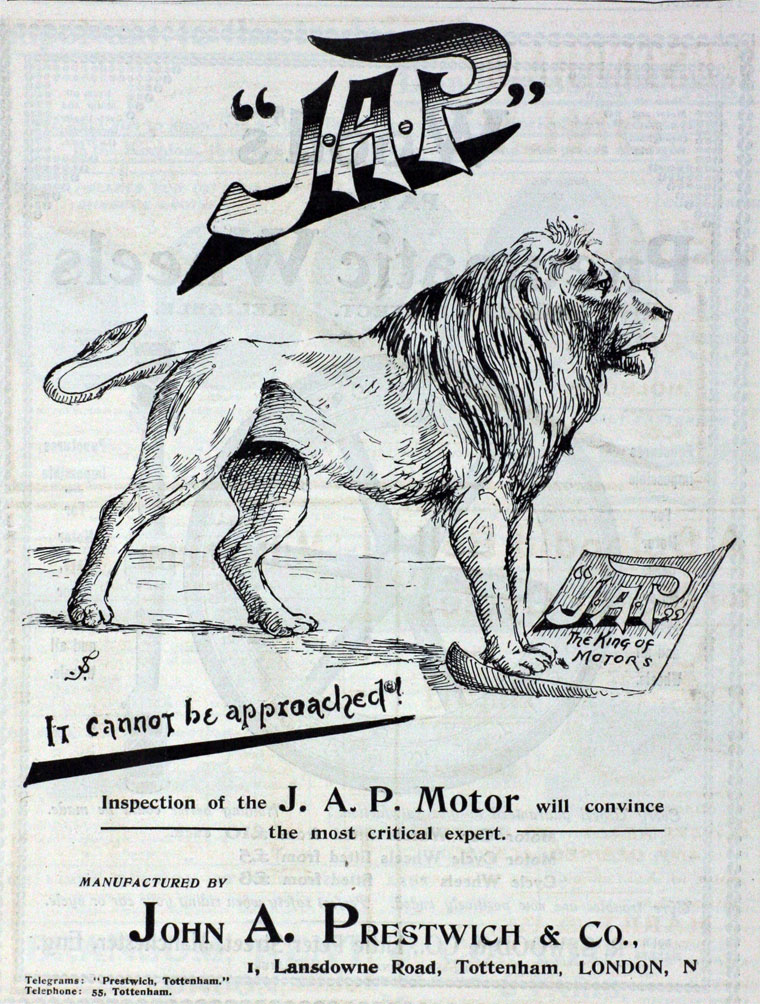
Anuncio de los motores JAP de 1903

El ingeniero John Prestwich comenzó a fabricar instrumentos científicos en 1895, cuando tenía 20 años, inicialmente detrás de la casa de su padre situada en el número 1 de Lansdowne Road, Tottenham (Londres). Hacia 1911 se había mudado a un nuevo local en Tariff Road, dentro del área de Northumberland Park en Tottenham. Prestwich fue inicialmente conocido por sus cámaras y proyectores cinematográficos. Trabajó con S.Z. de Ferranti y luego con el pionero del cine William Friese-Greene.
Alrededor de 1902, J.A.Prestwich and Company comenzó la fabricación de motores de motocicletas utilizados en muchas marcas famosas. Estos motores se utilizaron con éxito en las carreras y en la consecución de récords de velocidad, todavía eran utilizados en las motos de speedway hasta bien entrados los años 1960. Prestwich también fabricó algunos motores para aviones. En 1919, Prestwich fundó la compañía Pencils Limited para explotar su invención de nueva maquinaria, y se estableció Master Pencils, también en Tariff Road. En los años treinta, la producción de motores se centró cada vez más en pequeños motores industriales y agrícolas.
Durante la Segunda Guerra Mundial, Prestwich produjo alrededor de 240.000 motores industriales de gasolina para apoyar el esfuerzo de guerra, junto con millones de piezas de aviones, espoletas y otros productos.
En 1951, los activos de J.A.Prestwich and Company Limited y de Pencils Ltd fueron adquiridos por J.A.Prestwich Industries Limited, registrada el 23 de abril de 1951 y que cotizó en la Bolsa de Valores de Londres poco después. En 1957, prácticamente todas las acciones de la compañía habían sido adquiridas por Villiers Engineering Company Limited de Wolverhampton, que también fabricaba motores para motocicletas e industriales. Los talleres de ingeniería de Northumberland Park se cerraron en 1963 y J.A.Prestwich Industries Limited se liquidó en 1964.
Documentos, fotografías y material publicitario relacionado con la compañía se comservan en el Museo Bruce Castle de Tottenham y en la Biblioteca y Archivos del Museo de Ciencias de Wroughton.

## Productos

### Motores de avión

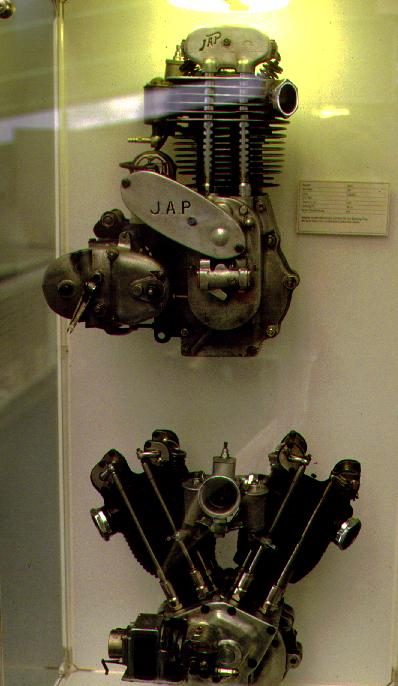
Motor V2 J.A.P.

Los primeros aviones, con estructuras muy ligeras, necesitaban motores fiables y livianos para impulsarlos. Los motores de motocicleta JAP se usaron a menudo para esta aplicación. Se utilizó un motor JAP en el triplano de Alliot Verdon Roe de 1909, considerado como el primer avión totalmente británico, y durante un tiempo, Prestwich y Roe tuvieron una asociación. Prestwich entregaba el motor al fabricante de la aeronave, permitiéndole realizar modificaciones locales, principalmente tubos venturi más grandes para el carburador, para permitir una mayor entrada de aire en altitud. Pero a fines de la década de 1920 y principios de la década de 1930, JA Prestwich produjo varios motores más potentes bajo licencia, incluidos los destinados al mercado del Reino Unido para Aeronca Aircraft.

### Cine
Los equipos cinematográficos, incluidas cámaras fotográficas, equipos de revelado, mutoscopios, máquinas de corte y perforación, y proyectores, como los proyectores Bioscope para la Warwick Trading Company y Charles Urban, fueron producidos por la empresa a principios del siglo XX.

### Motores de automóviles

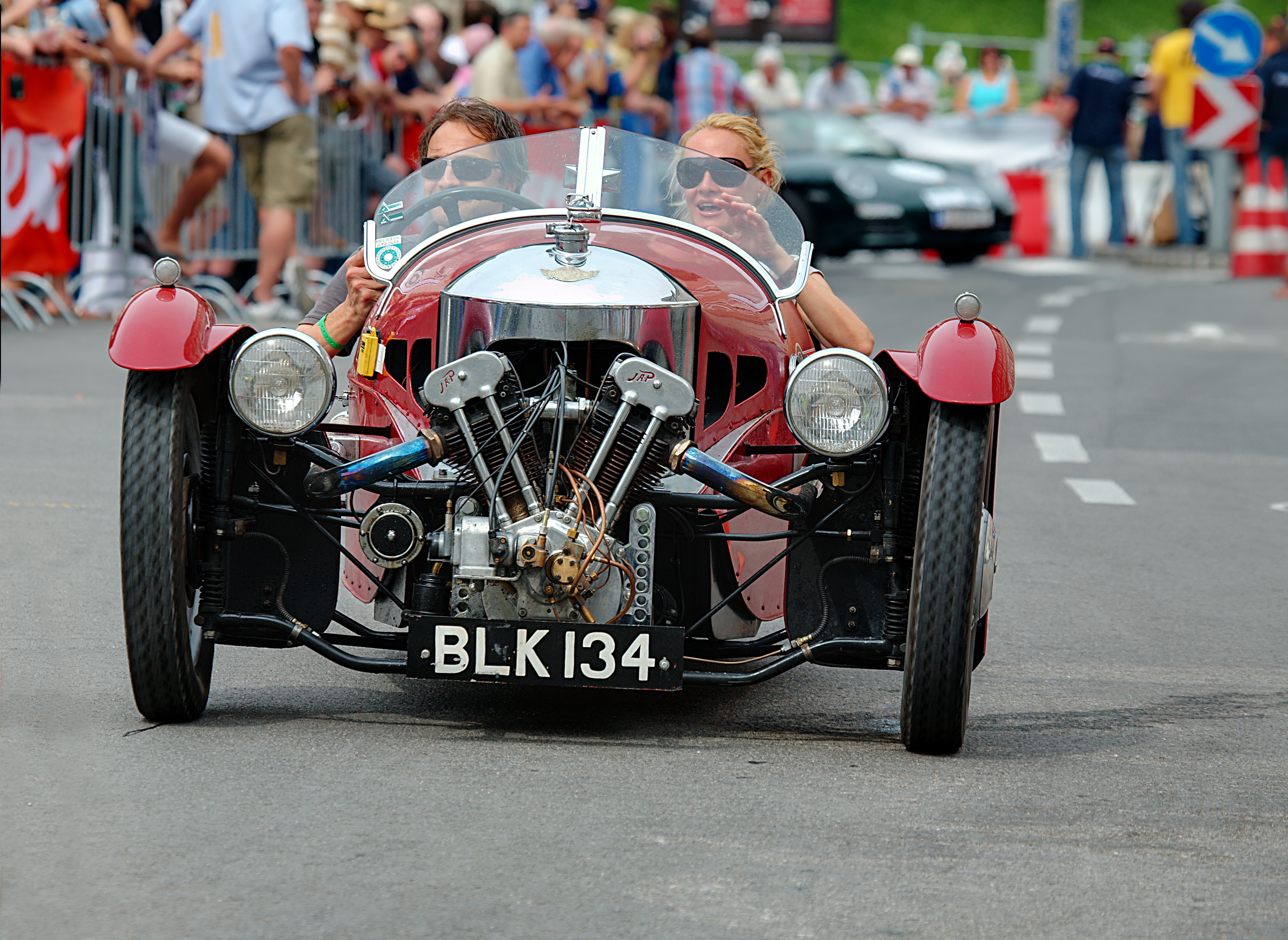
1934 Morgan Super Sport con motor JAP

Los motores JAP se utilizaron ampliamente en autociclos en el período de 1910 a 1914, cuando eran muy populares entre un gran número de pequeños fabricantes. En 1914, JAP anunció un nuevo motor fabricado específicamente para ciclocoches, que era un V-2 de 90 mm de diámetro y 85 mm de carrera (1082 cc). El motor tenía un volante de inercia más grande que el motor de la motocicleta. Este motor se utilizó en vehículos de tres ruedas Morgan.
A la luz del desarrollo de JAP de motores de alta potencia pero ligeros para speedway, algunos fabricantes de pequeñas series de automóviles de antes de la guerra, incluidos G.N., T.B., Morgan Motor Company y Reliant, utilizaron motores JAP para impulsar sus vehículos.
Este uso del motor JAP se extendió al automovilismo después de la Segunda Guerra Mundial; la mayoría se utilizaron en fórmulas ligeras del Reino Unido, o más ampliamente en las carreras de Fórmula 3 después de los desarrollos de John Cooper.
En sus años posteriores, JA Prestwich también produjo componentes para otros fabricantes de vehículos, incluida la culata para el Lotus Cortina y las primeras versiones del motor Lotus Elan basado en un propulsor Ford.
En el año 1950, el piloto norteamericano Harry Schell participó en un Gran Premio de Fórmula 1, sobre un Cooper T12 con motor JAP de dos cilindros en V; el más pequeño en toda la historia del campeonato. Abandonó antes de terminar la primera vuelta.

### Motos

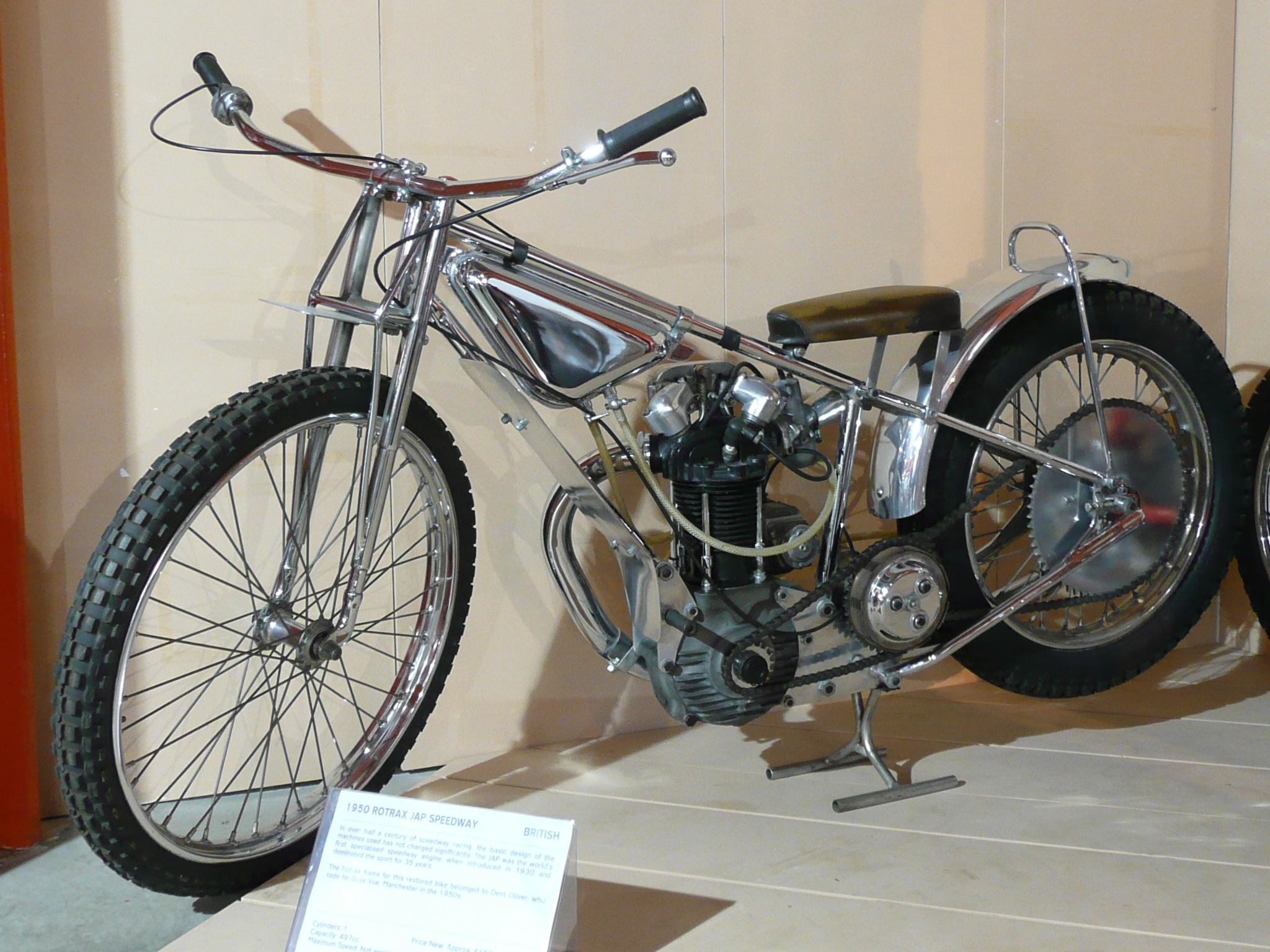
Rotrax JAP Speedway (1950)

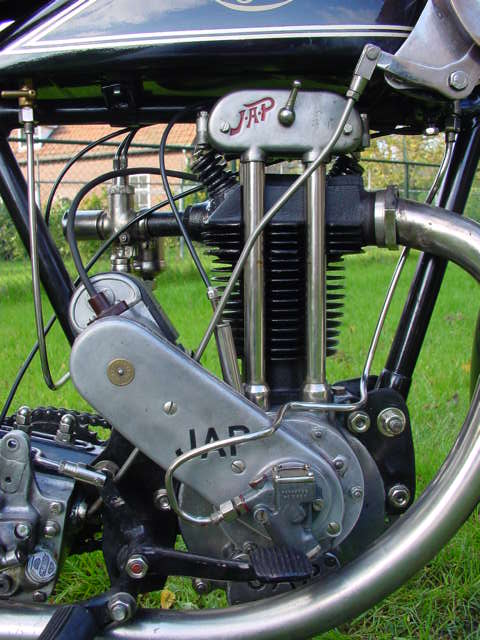
Motor J.A.P. (1927)

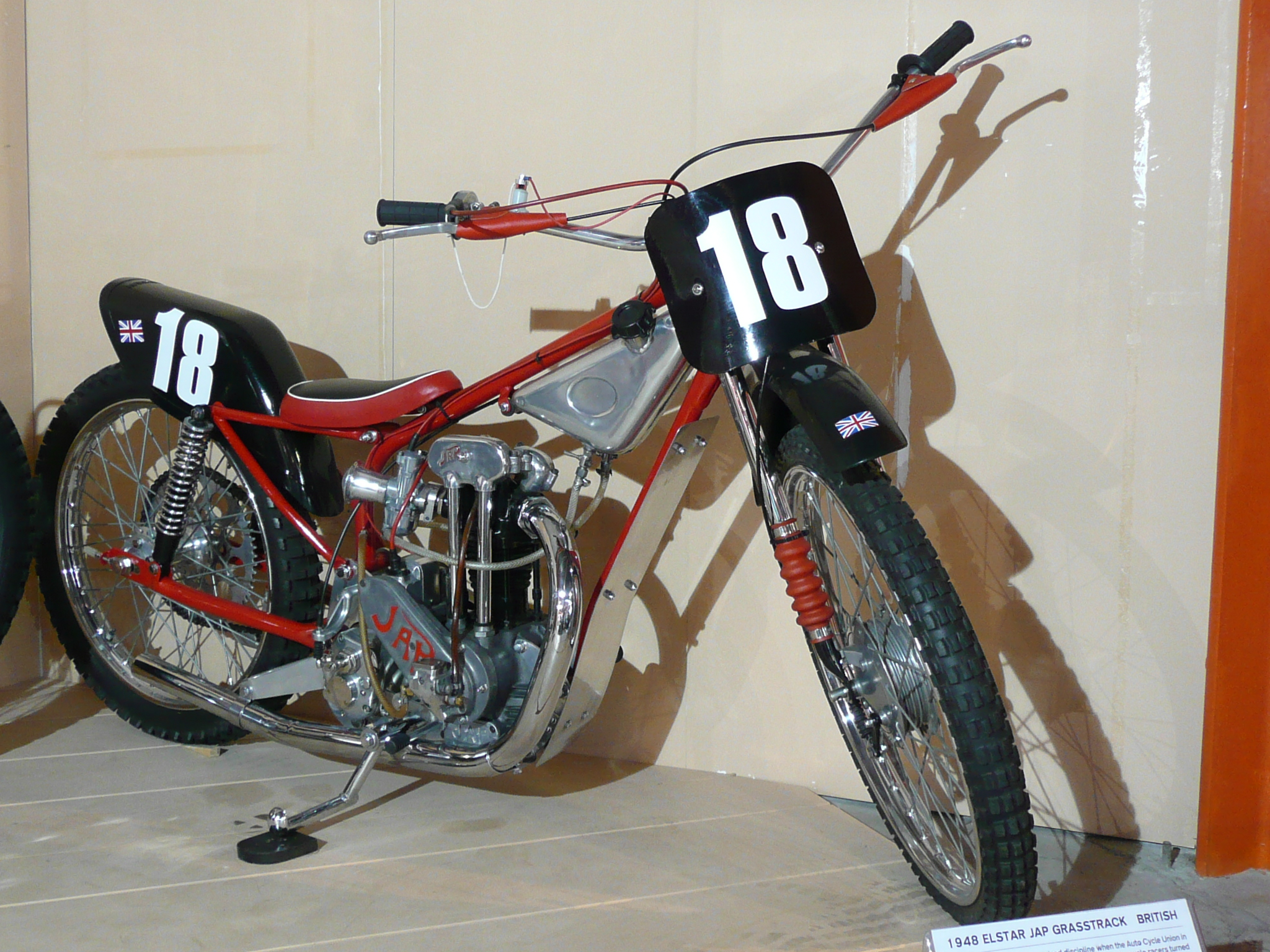
Elstar JAP Grasstrack, National Motor Museum Monorail en Beaulieu (1948)

Desde 1904 hasta 1908, se produjeron motocicletas completas a partir del desarrollo del primer motor de motocicleta con válvulas en cabeza fabricado en el Reino Unido.
Después de esto, la fábrica se concentró en suministrar sus motores a otros fabricantes, como Brough Superior, Triumph Motorcycles, A. J. Stevens & Co. Ltd, Enfield Cycle Co, Hazlewoods Limited, Zenith Motorcycles y HRD Motorcycles, precursora de Vincent Motorcycles. Entre los modelos que incorporaron sus motores figuraba la AJS Model D, fabricada para el Ejército Ruso en la Primera Guerra Mundial.
JAP exportó un número significativo de motores a fabricantes extranjeros de motocicletas, incluidos Dresch y Terrot en Francia, y Ardie, Hecker y Tornax en Alemania.
Finalmente, los motores JAP (bajo el control de Villiers) se usaron en las carreras de motocicletas y, más comúnmente, en speedway o pistas de tierra.
Varios aficionados entusiastas continuaron desarrollando el motor en los años 1970 principalmente para pista de hierba, pista de carreras y en pruebas de resistencia. Entre las variantes estaba el uso de cuatro válvulas por cilindro, bujías dobles y primitivos sistemas de encendido electrónico. Algunos se modificaron para funcionar como motores alimentados con alcohol principalmente para uso en pistas de carreras. Todos estos motores fueron de cuatro tiempos. Su uso disminuyó en los años 70, ya que los motores de Jawa-CZ y GM se desarrollaron dando un mejor rendimiento.

### Máquinas ferroviarias
Los primeros modelos de máquinas de mantenimiento de vías férreas, como el pequeño Wickham trolley,  utilizaban un motor JAP V-2. La tracción se transmitía mediante un gran volante de inercia y un embrague.
En la década de 1950, otras máquinas fabricadss por Wickham utilizaron el motor JAP de 600 cc.

### Motores estacionarios y agrícolas
J.A. Prestwich también fabricó motores estacionarios bajo el nombre JAP para una gran variedad de usos. Su tamaño variaba desde el motor de dos tiempos más pequeño, el Modelo 0, al motor Tipo 6, mucho más grande. Se usaron en motocultores, cosechadoras, conjuntos de ordeño, bombas de agua, cortadoras de césped, elevadores de heno y otras máquinas agrícolas. La mayoría eran de 4 tiempos, pero había algunos motores de 2 tiempos como el modelo 0; eran bastante fiables, y aún se pueden ver ejemplos en las reuniones de la vendimia en Gran Bretaña.
J.A.P. También tenía una fábrica en Chelmsford Road, Southgate (Londres), que empleaba de 40 a 50 trabajadores, donde se fabricaron estos motores a partir de 1955.